# 中华人民共和国名誉主席

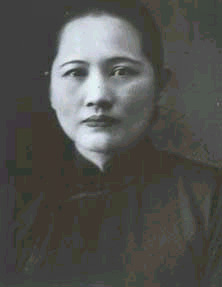
1937年宋庆龄在香港

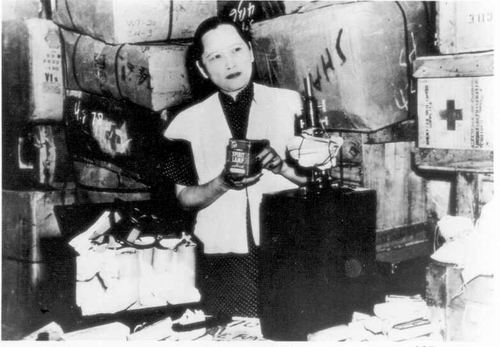
1940年代宋庆龄在中国福利基金会

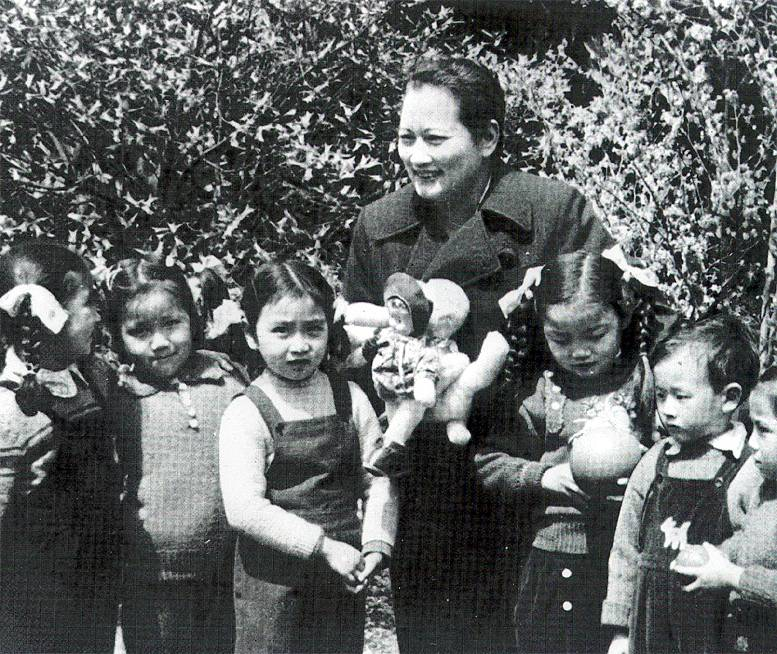
1950年代国家副主席宋庆龄和儿童在一起

中华人民共和国名誉主席是由中华人民共和国全国人民代表大会常务委员会决定授予的荣誉称号。曾任中华人民共和国副主席、全国人民代表大会常务委员会副委员长的宋庆龄是该称号迄今为止唯一的获得者。1981年5月16日第五届全国人民代表大会常务委员会第十八次会议通过了《关于授予宋庆龄同志中华人民共和国名誉主席荣誉称号的决定》；此时国家主席职务已经被修宪废除，而宋庆龄也已经病重。5月29日，宋庆龄在其北京官邸病逝；同日，中共中央、全国人大常委会、国务院发布讣告，宣布为宋庆龄举行国葬。

## 1981年授予宋庆龄
|                                                                 | 全国人民代表大会常务委员会 关于授予宋庆龄同志中华人民共和国名誉主席荣誉称号的决定 宋庆龄同志是中华人民共和国的缔造者之一，是中国各族人民包括台湾同胞和海外侨胞衷心敬爱的领导人，是举世闻名的爱国主义、民主主义、国际主义、共产主义的伟大战士。 宋庆龄同志早年追随伟大的革命家孙中山先生，始终不渝地致力于中国民族解放和人民解放事业，是中华人民共和国的缔造者之一。建国伊始，即被选为中央人民政府副主席；1959年和1965年，继续被选为中华人民共和国副主席。七十年来，她一贯在我国人民民主革命和社会主义革命、社会主义建设事业中，坚定地和中国各族人民站在一起，是中国各族人民包括台湾同胞和海外侨胞衷心敬爱的领导人，是举世闻名的爱国主义、民主主义、国际主义、共产主义的伟大战士。她在发展各国人民友好、发扬进步文化、保卫世界和平的事业中，受到中外各方人士的广泛崇敬。宋庆龄同志在我国革命和建设事业中，为国家和人民建立了光辉的业绩。为此，全国人民代表大会常务委员会决定：授予宋庆龄同志中华人民共和国名誉主席的荣誉称号。 |
| ——1981年5月16日第五届全国人民代表大会常务委员会第十八次会议通过 | |

## 冠名单位
- 北京：中华人民共和国名誉主席宋庆龄同志故居
- 上海：中华人民共和国名誉主席宋庆龄陵园